# Río Canchis
Der Río Canchis ist ein etwa 27 km (einschließlich Quebrada Los Mojica und Río Samaniego: 62 km) langer rechter Nebenfluss des Río Chinchipe an der Grenze von Ecuador und Peru.

## Flusslauf
Der Río Canchis entsteht am Zusammenfluss von Río Blanco (links) und Quebrada Los Mojica (rechts) an der Ostflanke der peruanischen Zentralkordillere. Er fließt in überwiegend östlicher Richtung und bildet dabei die Grenze zwischen der ecuadorianischen Provinz Zamora Chinchipe im Norden und den peruanischen Provinzen Huancabamba (Region Piura) und San Ignacio (Region Cajamarca) im Süden. 6 Kilometer oberhalb der Mündung passiert der Fluss die am südlichen Flussufer gelegene Ortschaft La Balsa. Dort überquert die Fernstraße San Ignacio–Zumba den Fluss. 3,5 km oberhalb der Mündung trifft der Río Namballe von Süden kommend auf den Río Canchis. Dieser mündet wenig später auf einer Höhe von etwa 658 m in den Río Chinchipe. Dieser heißt oberhalb der Einmündung in Ecuador Río Mayo.

## Quellflüsse
Der Río Blanco entspringt  auf einer Höhe von etwa 3320 m in der peruanischen Zentralkordillere. Er fließt entlang der ecuadorianisch-peruanischen Grenze in überwiegend südöstlicher Richtung und trifft nach 24 Kilometern auf die Quebrada Los Mojica.
Die Quebrada Los Mojica ist der etwa 19 km lange rechte Quellfluss des Río Canchis. Er entspringt  in der peruanischen Zentralkordillere auf einer Höhe von etwa 3300 m und fließt in überwiegend östlicher Richtung durch das Bergland. Bei Flusskilometer 6,5 trifft der Río Samaniego von Süden kommend auf den Fluss. Wenige Meter oberhalb der Mündung trifft die Quebrada Los Rosarios von Südwesten auf den Río Samaniego. Letzterer entspringt  unweit dem Quellgebiet des Río Tabaconas auf einer Höhe von 3400 m und fließt 30 km in überwiegend nördlicher Richtung durch den Ostteil des Distrikts El Carmen de la Frontera nach Norden bis zu seiner Mündung  in die Quebrada Los Mojica.

## Einzugsgebiet
Das Einzugsgebiet des Río Canchis umfasst ein Areal von etwa 1230 km², davon 175 km² in Ecuador. Es erstreckt sich über Teile der Provinzen Huancabamba und San Ignacio sowie in Ecuador über Teile der Provinz Zamora Chinchipe. Im Norden grenzt es an das des Río Isimanchi, im Nordwesten an das des Río Chira, im Südwesten an das des Río Huancabamba, im Süden an das des Río Tabaconas sowie im Südosten und im Nordosten an das des abstrom und oberstrom gelegenen Río Chinchipe bzw. Río Mayo.

## Ökologie
Das Südosten des Einzugsgebietes befinden sich das Santuario Nacional Tabaconas Namballe sowie das regionale Schutzgebiet Bosques El Chaupe, Cunía y Chinchiquilla.